# Elbmarsken
Elbmarsken (tysk: Elbmarsch) er et stort område i det nordlige Tyskland, bestående af marsk eller koge langs floden Elbens nederste og mellemste del i Nordtyskland. Det kaldes også Lower Elbe Marsch af Dickinson og er region D24 i BfNs liste over Tysklands naturlige regioner. Tyskerne betegner disse områder som Marschen (ental: Marsch).
Oprindeligt var denne flade stribe land langs Elben helt under påvirkning fra tidevandet. Men efter opførelsen af spærringen nær Geesthacht er Elben ikke længere berørt af tidevandet over dette punkt. Den del af Elbens tidevand, der ligger udenfor spærringen og endnu påvirkes af tidevandet, kaldes Unterelbe (Nedre Elben). Som et resultat af landvindninger gennemført i flere omgange med hjælp fra hollandske bosættere (en proces kendt på tysk som hollerkolonisering) blev store områder af de tidligere oversvømmede Elben-moser inddiget og kultiverede med henblik på dyrkning.
Elbens marskområder er meget frugtbare og domineres af store græsarealer. Udover kvægopdræt, især malkekvægsbesætninger, anvendes de også til akvakultur. Dithmarschen er især kendt for sine kål, Altes Land er en af de største frugtproducerende regioner i Centraleuropa, Vierlande og Marschlande nær Hamborg hører til de vigtigste områder for dyrkning af grøntsager og blomster. Kehdinger Land og Lüneburgs marskområer ved Elben er hjemsted for mange studefarme. I over 200 år er de vellykkede hannoveriske heste blevet opdrættet her.
I 1990'erne viste nationale rapporter fra Elbmarsken, at der var en højere forekomst af leukæmi i området omkring GKSS Research Center og kernekraftværket Krümmel. Imidlertid er der ikke dokumenteret direkte sammenhæng mellem sygdomsniveauer og nukleare anlæg.

## Geografi
Elbmarsken ligger på begge sider af Elben, henholdsvis i Holsten og i Niedersachsen.

### Holstens Elbmarskområder
Holstens Elbmarskområder ligger i det sydlige Slesvig-Holsten langs Nedre Elben. De er intensivt opdyrkede. Mange pendlere, der arbejder i Hamborg, bor også i området. Landet er fladt og ligger knap en meter over havets overflade. I nærheden af Neuendorf nær Wilster ligger det laveste punkt i Tyskland. Som følge heraf er landskabet her også i fare for under storme at blive ramt af oversvømmelser og er beskyttet af diger langs Elben.
Elbmarsken er her sammensat (fra nord til syd) af Wilster Marsh mellem Kielerkanalen og Stör, Kremper Marsh, mellem Stör og Krückau, Seestermüher Marsch mellem Krückau og Pinnau og Haseldorfer Marsch mellem Pinnau og gestranden mod marskområdet nær byen Wedel.

### Niedersachsens Elbmarskområder
De nedersaksiske Elbmarskområder begynder på Land Hadeln og Kehdingen og strækker sig øst for Stade gennem Altes Land så langt som til bygrænsen for Hamborg i Cranz. Følgende Elben fra Hamborg følger de Winsen og Lüneburgs Elbmarskområder (Elbmarsch).